# Neil Murdoch
Neil Murdoch (Dumfries, 22 de noviembre de 1972) es un deportista británico que compitió por Escocia en curling.
Ganó una medalla de plata en el Campeonato Mundial de Curling Masculino de 2005 y una medalla de oro en el Campeonato Europeo de Curling Masculino de 2003.

## Palmarés internacional
| Representando a Escocia |                     |                  |        |
| Campeonato Mundial      |                     |                  |        |
| Año                     | Lugar               | Medalla          | Prueba |
| 2005                    | Victoria (Canadá)   | Medalla de plata | Equipo |
| Campeonato Europeo      |                     |                  |        |
| Año                     | Lugar               | Medalla          | Prueba |
| 2003                    | Courmayeur (Italia) | Medalla de oro   | Equipo |